# Cartierul Ady Endre (Târgu Mureș)
Cartierul Ady Endre (în maghiară Ady Endre negyed, mai demult Oncsa-telep) este situat în partea de nord-vest al municipiului Târgu Mureș pe malul Mureșului. Denumirea provine de la numele poetului maghiar, Ady Endre, considerat a fi unul dintre cei mai importanți poeți ai secolului XX, și ai literaturii maghiare în special și a fost în nenumărate ori în oraș.

## Istoric
Extinderea intravilanului în perioada anilor 1940-1950, a fost realizată prin trasarea prestabilită a cartierului ONCSA (Országos Nép- és Családvédelmi Alap⁠(hu)[traduceți], în traducere liberă, Fondul Național de Susținere a Familiei și a Poporului), proiect prin care s-a continuat parcelarea zonei situate între strada Libertății și râul Mureș, după planurile inginerului Jenő Szabó. ONCSA a fost denumirea unui program de stat din Ungaria, care asigura beneficii sociale în primul rând familiilor nevoiașe cu mai mulți copii. Solicitarea pentru casele sociale ONCSA din Târgu Mureș, a fost înaintată în septembrie 1941, iar în 1942–1943 în Câmpul Măcelarilor (zona străzilor Mioriței, Lebedei etc. de astăzi) au fost realizate 20 de case duplex, predate în vara anului 1943 celor 40 de familii, în total 334 persoane, care au cumpărat locuințele printr-un credit avantajos. Construcția caselor muncitorești din zonă a fost continuată și în perioada anilor 1950. Zona prezintă un fond construit unitar, bazându-se pe construcții cu planuri multiplicate în oglindă, case tip, de o valoare arhitecturală medie.
În anul 1944 prin unificarea străzilor Ács (Dulgherilor) și Kolozsvári körút (Bulevardul Clujului) s-a format strada Ady Endre, artera principală din zonă.
În perioada comunismului au existat proiecte ca aeroportul din strada Libertății să fie mutat la Ungheni, iar în Ady și în această zonă să fie construite între anii 1966-1980 în jur de 28.000 de locuințe. Lucrările au început în partea vestică a cartierului unde au existat terenuri libere. După finalizarea douăzeci de blocuri de patru etaje proiectul a fost oprit din cauza inundaților din 1970.
În anul 1976 porțiunea străzii Ady Endre dintre strada Libertății și strada Salcîmilor a fost redenumită în strada Milcovului. După 42 de ani, timp în care strada principală din cartier a purtat numele poetului din Eriu-Mețenț, Endre Ady, în 1986 s-a schimbat denumirea străzii în Rovinari. Ulterior, în 2020 consiliul local din muncipiul Târgu Mureș a hotărât trecerea la denumirea originală de strada Ady Endre.

## Locuri

### Biserica romano-catolică
În 1971, odată cu începerea lucrărilor la clădirea Teatrului Național, biserica și mănăstirea franciscanilor din Centru au fost demolate. Arhiepiscopia Romano-Catolică de Alba Iulia și-a dat acordul, deoarece locașul de cult oricum ar fi fost demolat, iar astfel a putut obține păstrarea turnului și a criptei subterane. Totodată numai astfel a putut obține un aviz de construcție pentru o biserică în Ady, în zona în care autoritățile au început construirea blocurilor. Edificiul religios a fost sfințit de către episcopul Áron Márton la 28 mai 1972, după ce clădirea cinematografului din zonă a fost transformată într-o biserică după proiectele lui Tibor Gyenes. Parohia, care până în anul 2006 a rămas în folosința franciscanilor, poartă același hram ca și cea demolată, ale cărei vitralii sunt montate aici.

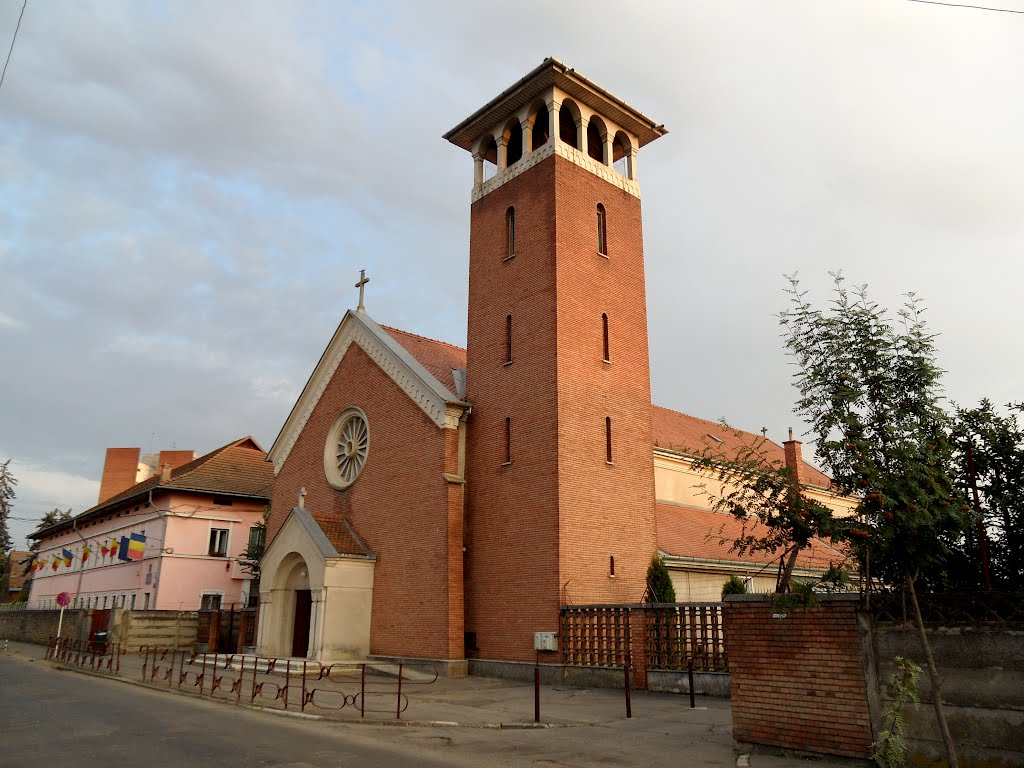
Biserica Sfântul Emeric
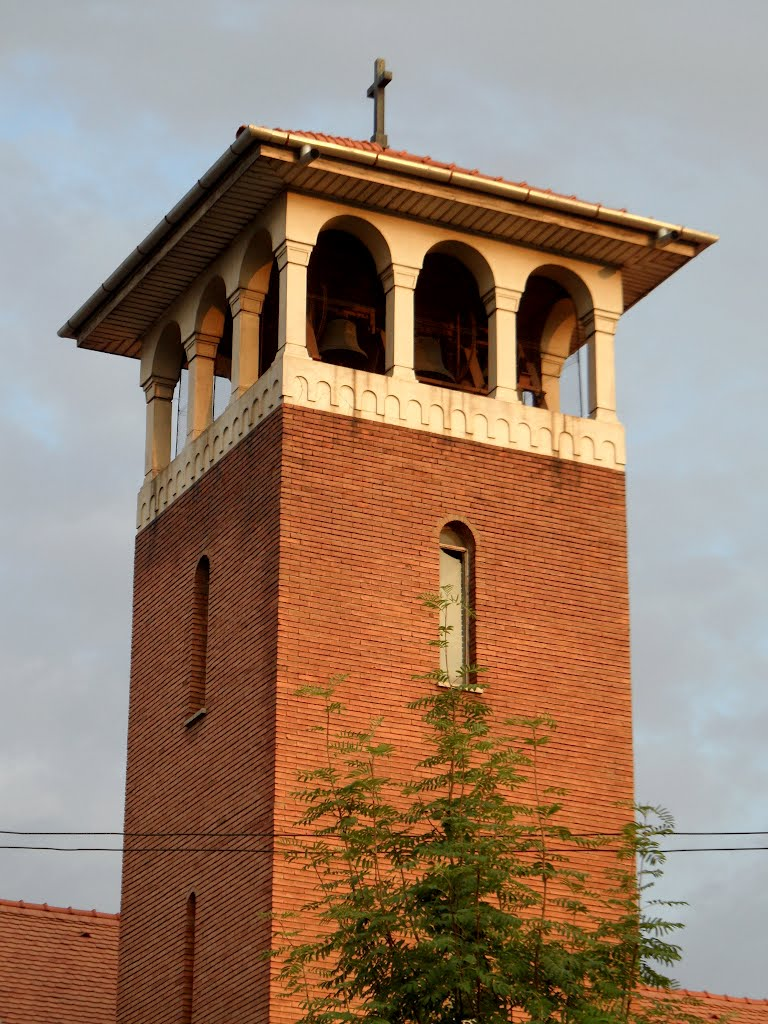
Turnul bisericii

### ONCSA
Cartierul Ady este unul dintre cele mai vechi din oraș. Zona este specifică, alcătuită încă din clădiri istorice, majoritate fără etaje cu mici grădini, din perioada dualismului și interbelică. Următoarele clădiri construite după 1905 se găsesc pe Lista monumentelor istorice din Târgu Mureș sub codul  MS-II-a-B-15455: strada Partizanilor de la nr. 2-26, str. Bernáth Audar de la nr. 1-33 și 2-34, strada Lebedei de la nr. 1-31, strada Mioriței de la nr. 1-55, 2-62, strada Aradului de la nr. 1-33 și strada Salcâmului nr. 28

## Transport public
Următoarele linii de autobuz trec prin Cartierul Ady Endre:
| Linii | Trasee                                                                  | Lungime | Stații din cartier                              |
| ----- | ----------------------------------------------------------------------- | ------- | ----------------------------------------------- |
| 2B    | Mureșeni ↔ Centru ↔ Spitale și clinici                                  | 20 km   | Ady Endre, Salcâmilor, Piața Onești, Libertății |
| 2E    | Mureșeni ↔ Matei Corvin ↔ Spitale și clinici ↔ Autogara Transport Local |         | Ady Endre, Salcâmilor, Piața Onești, Libertății |

## Imagini

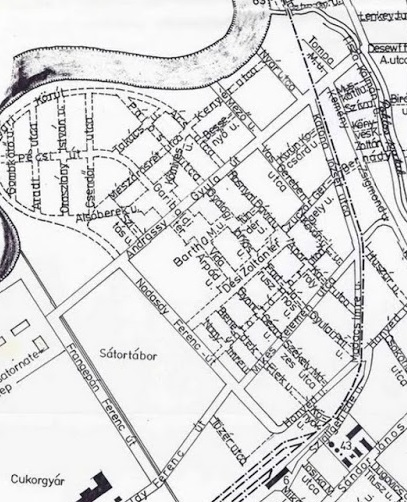
Hartă (1941)
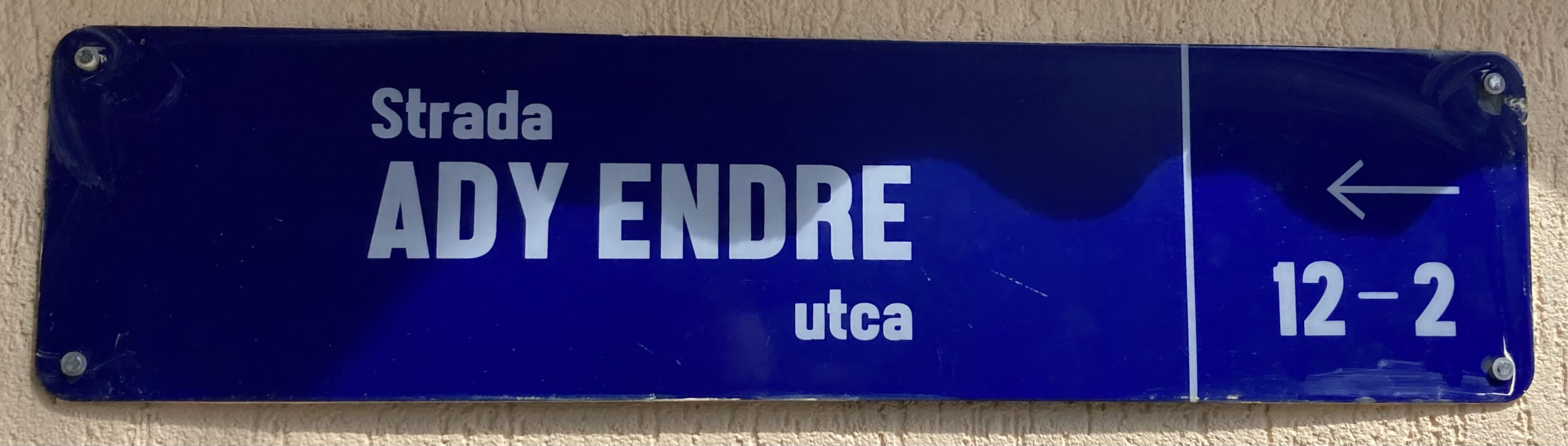
Strada Ady Endre